# Sławomir Archangielski
Sławomir Archangielski (ros. Архангельский), również Mortifer (ur. jako Sławomir Kusterka 10 kwietnia 1985 w Warszawie, zm. 6 kwietnia 2013 w Münchbergu) – polski muzyk, kompozytor i instrumentalista.

## Życiorys

### Młodość
Sławomir Archangielski znany był przede wszystkim z występów w grupie muzycznej Hate, w której pełnił funkcję basisty. Do zespołu dołączony w 2007 roku początkowo jako muzyk sesyjny. W 2009 roku został oficjalnym członkiem Hate. Wcześniej, w 2003 roku jako muzyk koncertowy współpracował z zespołem Vesania. Od 2005 roku występował jako gitarzysta formacji Saltus. Od 2009 roku był także basistą black-deathmetalowego zespołu Naumachia.
Muzyk był endorserem firmy Ernie Ball, używał strun 055-110. Grał głównie na gitarze basowej LTD model TA-200. Od 2013 roku związany był ponadto kontraktami endorserskimi z producentem okablowania - manufakturą David LaBoga, a także włoską firmą Mark Bass, która zaopatrywała basistę we wzmacniacze i kolumny głośnikowe. W latach poprzednich stosował wzmacniacz AMPEG SVT 3PRO i przedwzmacniacz Sansamp. 

### Śmierć i pogrzeb
Zmarł we śnie w nocy z 5 na 6 kwietnia 2013 roku na kilka dni przed swoimi 28-mi urodzinami, zaraz po koncercie w Stuttgarcie z powodu zaburzenia rytmu serca. Został pochowany 17 kwietnia 2013 roku na Cmentarzu Czerniakowskim na Sadybie w Warszawie. 

### Życie prywatne
Jego żoną była Rosjanka Aleksandra Archangielska (ros. Александра Архангельская), basistka i perkusistka związana m.in. z takimi zespołami jak: Blackthorn i Sinister Frost. Mortifer po ślubie przyjął nazwisko żony.

## Dyskografia
- Saltus – Triumf (2009, Eastside Records)
- Naumachia – Black Sun Rising (2009, Witching Hour Productions)
- Saltus – Nowa era (2010, Old Temple Records, split z Abusiveness)
- Hate – Erebos (2010, Listenable Records)
- Hate – Solarflesh – A Gospel of Radiant Divinity (2013, Napalm Records)